# Borneoskuggsnappare
Borneoskuggsnappare (Vauriella gularis) är en fågel i familjen flugsnappare. Den förekommer enbart i bergsskogar på Borneo. Fågeln minskar i antal, men beståndet anses vara livskraftigt.

## Utseende och läte
Borneoskuggsnappare är en karakteristisk brunaktig flugsnappare. Den har brun ovansida och grå undersida. På huvudet syns varmt mockabrunt ansikte och tydligt vitt på ögonbrynsstreck och strupen. Notera också den varmt rostfärgade tonen på vingar och stjärt. Bland lätena hörs en bubblande skallrande drill när den störs.

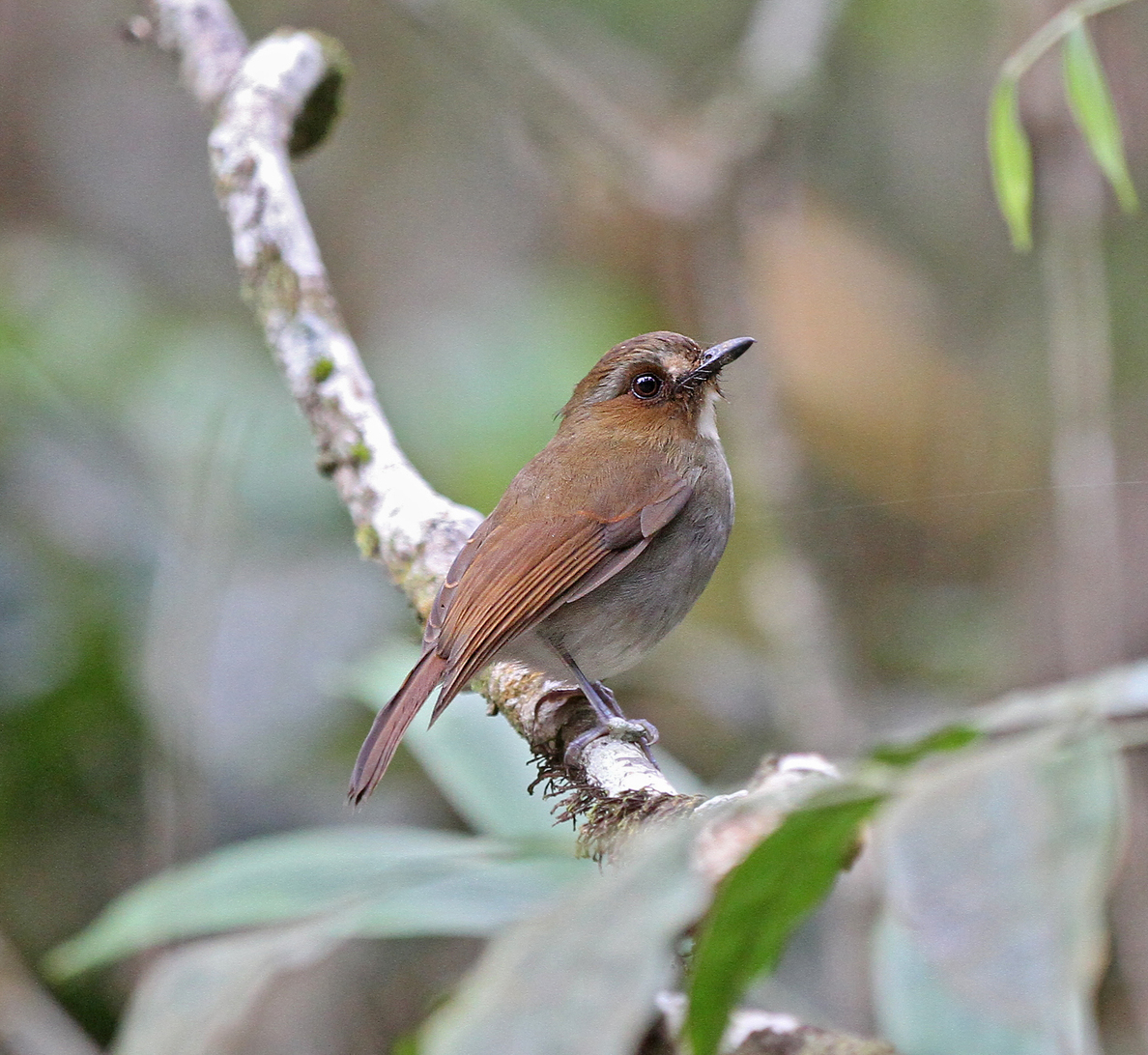

## Utbredning och systematik
Fågeln återfinns i bergstrakter på Borneo, dels i norr kring Mt. Kinabalu och närliggande berg, dels isolerat i Meratusbergen i sydost. Den behandlas som monotypisk, det vill säga att den inte delas in i några underarter.

### Släktestillhörighet
Arten har tidigare först till släktet Rhinomyias, men genetiska studier visar att närbesläktade luzonskuggsnapparen (V. insignis) står förvånande nog närmare kortvingarna i Brachypteryx och näktergalarna i Larvivora. Båda arter förs därför numera tillsammans med ytterligare två före detta Rhinomyias-flugsnappare till släktet Vauriella.

## Levnadssätt
Borneoskuggsnappare hittas i höglänta skogsområden. Där födosöker den nära eller på marken, ofta i artblandade flockar. Den kan vara rätt tam och lätt att komma nära.

## Status
Trots det begränsade utbredningsområdet och det faktum att den minskar i antal anses beståndet vara livskraftigt av internationella naturvårdsunionen IUCN. 

## Namn
Fågelns vetenskapliga släktesnamn Vauriella är diminutiv av Charles Vaurie (1906–1975), en amerikansk ornitolog och systematiker.